# UNIGIS

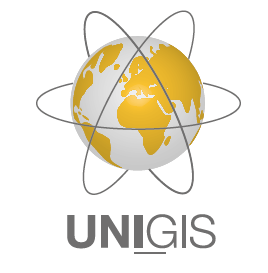

UNIGIS ist ein weltweites Netzwerk von Universitäten mit dem gemeinsamen Ziel, praxisorientierte postgraduale Studien für den Bereich Geographische Informationssysteme (GIS) als Internet-gestützte Fernlehrgänge anzubieten.

## Hintergrund
Als Gründungsmitglied des UNIGIS-Netzwerkes bietet die Universität Salzburg seit 1993 deutsch- und englischsprachige UNIGIS-Fernstudien am Standort Salzburg an, wobei die  deutschsprachigen Fernstudien von Salzburg aus geleitet und betreut werden. Die Studienangebote am Standort Salzburg sind von der staatlichen österreichischen Akkreditierungsagentur AQ Austria akkreditiert.

## Studienangebot
Es werden zwei Studienmodelle bzw. Abschlüsse angeboten: UNIGIS professional (Zertifikat) und UNIGIS Master of Science.

### UNIGIS professional
Dies ist ein einjähriger, praxisorientierter Studiengang und richtet sich an alle, die in kurzer Zeit umfassende, anwendungsbezogene Kenntnisse in der Geoinformatik erwerben wollen. Ein erfolgreicher Abschluss wird mit dem Titel "Akademische/r GeoinformatikerIn" dokumentiert.

### UNIGIS Master of Science
Dieses zweijährige postgraduale Fernstudium bietet eine fundierte Basis für Konzeption und Einsatz geographischer Informationssysteme (GIS). Absolventen werden nach dem Abschluss mit dem akademischen Grad Master of Science "(GISc)" ausgezeichnet und sind insbesondere zur Leitung von Projekten, Arbeitsgruppen und Abteilungen qualifiziert.

## Club UNIGIS
Das Absolventennetzwerk Club UNIGIS dient der fachlichen und persönlichen Vernetzung über das Studienende hinaus. Die über die Jahre gewachsene Community umfasst mittlerweile einige hundert Absolventen aus dem ganzen deutschsprachigen Raum. Für den persönlichen Austausch bietet sich die jährlich stattfindende Fachtagung AGIT idealerweise an.